# Katholischer Stadtfriedhof St. Peter

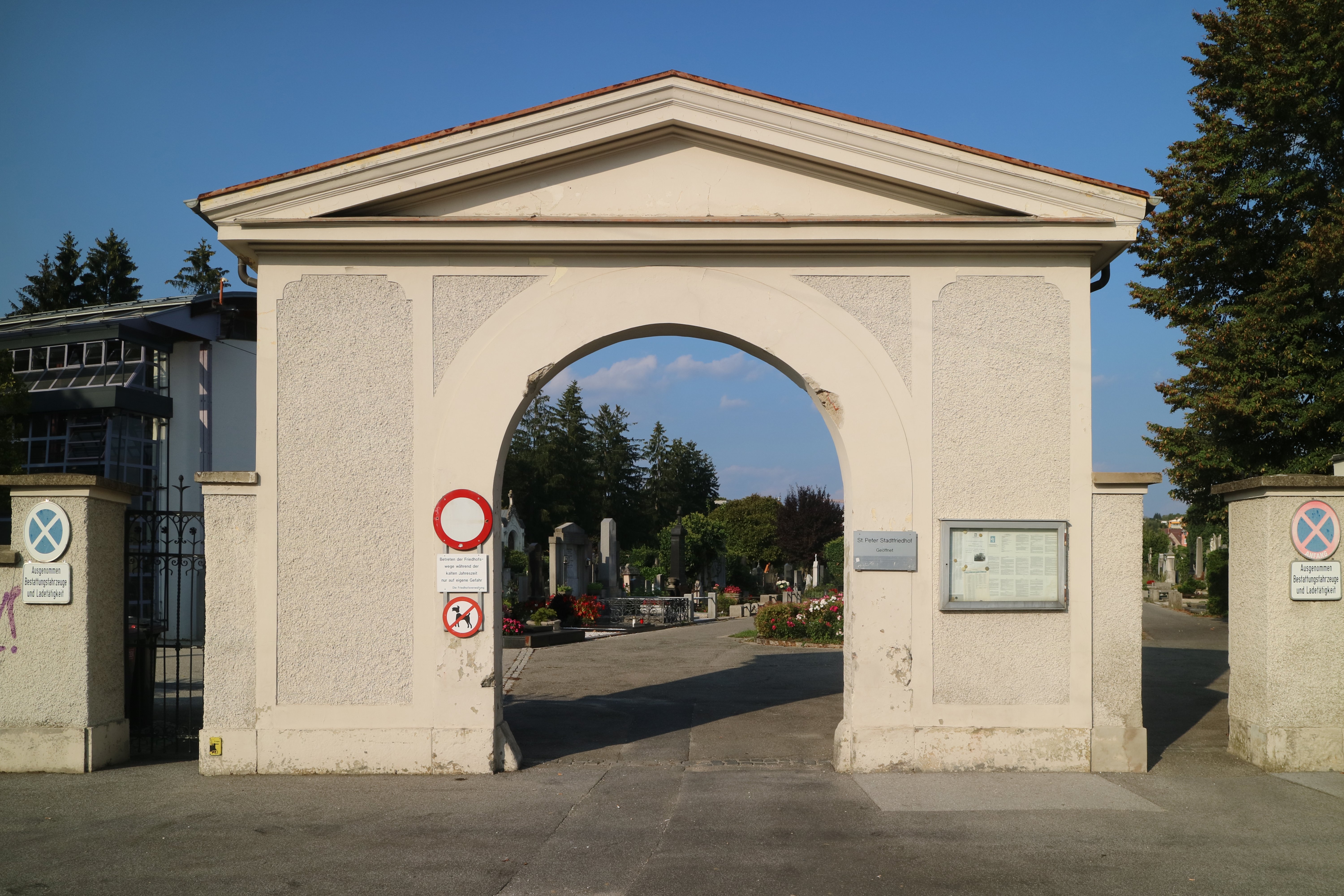
Eingangstor in der Petersgasse

Der Katholische Stadtfriedhof St. Peter ist ein katholischer Friedhof in der steirischen Landeshauptstadt Graz. Mit rund 17.000 Grabstellen ist er nach dem Zentralfriedhof der zweitgrößte Friedhof der Stadt. Zahlreiche Persönlichkeiten aus Wirtschaft, Wissenschaft, Kunst und Kultur fanden auf ihm ihre letzte Ruhestätte. Unmittelbar nordwestlich liegt der als Wald- und Parkfriedhof angelegte evangelische Stadtfriedhof St. Peter. Der Ausdruck St. Peter Stadtfriedhof wird oft zusammenfassend für beide Friedhöfe verwendet und dient der Unterscheidung zum Ortsfriedhof St. Peter.

## Lage und Umgebung

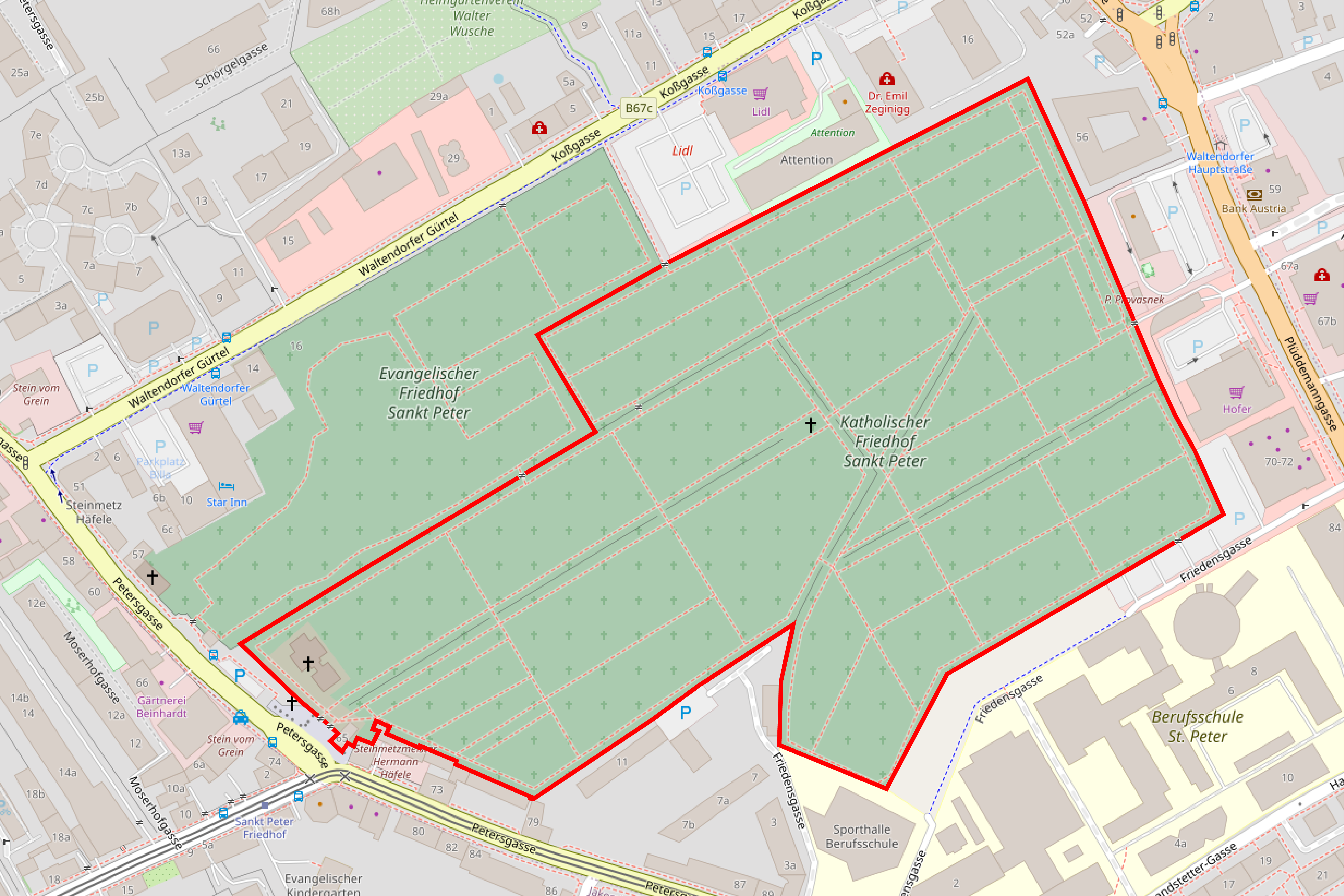
Katholischer Friedhof (OSM)

Der St. Peter Stadtfriedhof befindet sich, anders als sein heutiger Name vermuten lässt, nicht im achten Stadtbezirk St. Peter, sondern im Süden des zweiten Bezirks St. Leonhard. Er ist nicht zu verwechseln mit dem am Stadtrand gelegenen, zur Pfarre Graz-St. Peter gehörenden St. Peter Ortsfriedhof. Das von Mauern eingefasste, fast zwölf Hektar einnehmende Friedhofsgelände wird an drei Seiten von wichtigen Straßenzügen begleitet, im Südosten trennt die als Fuß- und Radweg ausgeführte Friedensgasse das Gelände von der Landesberufsschule Graz. Neben dem Haupteingangstor in der Petersgasse steht eine spätbarocke Dreifaltigkeitssäule des Südtiroler Bildhauers Veit Königer aus dem Jahr 1775, die nach der Überwölbung des Grazbaches 1882 vom Dietrichsteinplatz dorthin verlegt wurde.
Der Friedhof ist über Moserhofgasse, Petersgasse, Plüddemanngasse und Waltendorfer Gürtel mit öffentlichen Verkehrsmitteln, genauer gesagt, mit den Graz Linien 6 (sonn- und feiertags 26), 63 und 64 sowie drei verschiedenen Regionalbuslinien zu erreichen.

## Geschichte

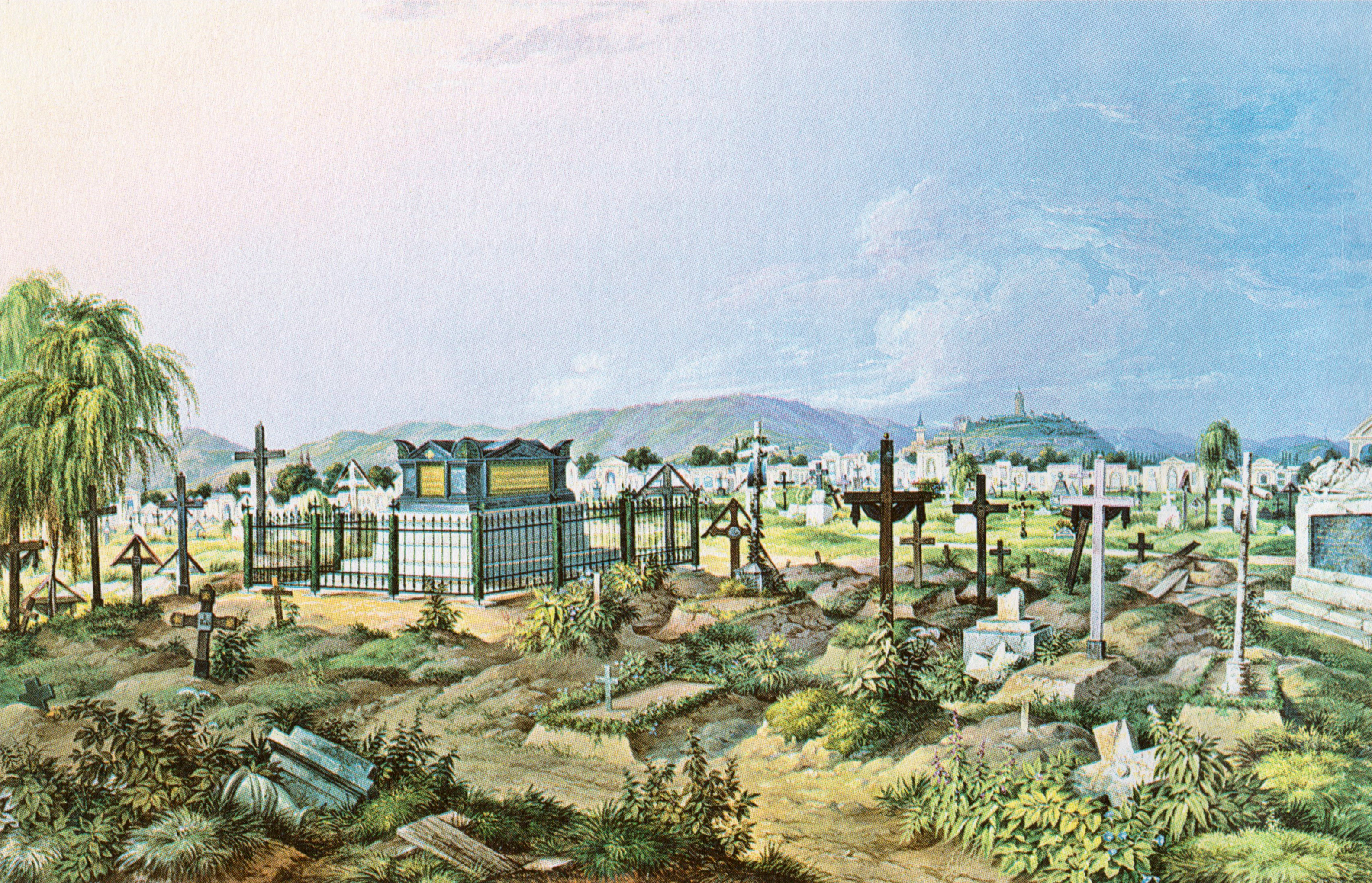
Erste Friedhofsansicht von Conrad Kreuzer mit den noch heute erhaltenen Grabmalen von Karl von Langenau und Anton von Zach (am rechten Bildrand), Tempera auf Papier (etwa 1840)

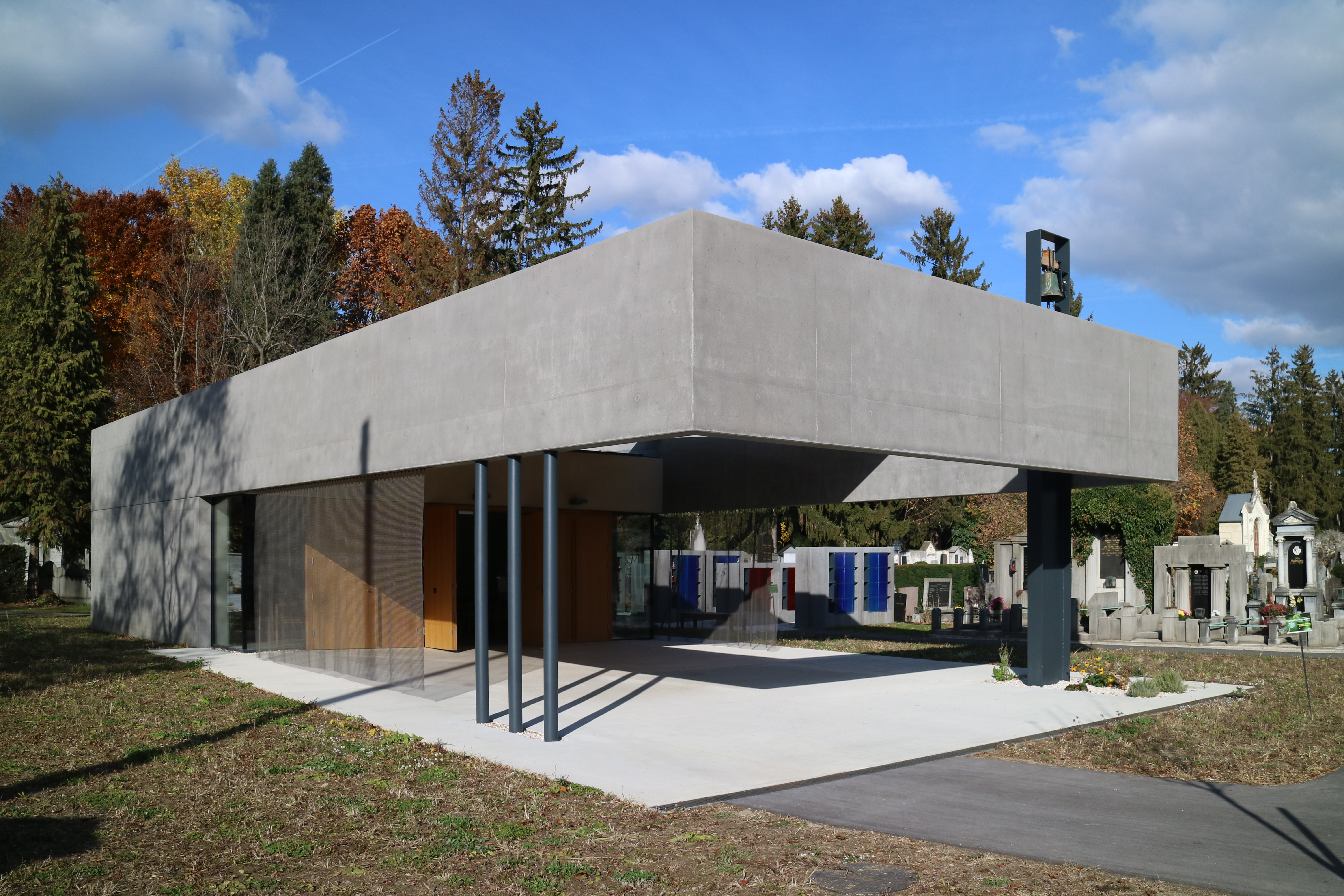
Moderne Zeremonienhalle

Als Folge einer von Joseph II. beschlossenen Bestattungsreform, die Beisetzungen innerhalb der Stadt verbot, mussten sich die Grazer Pfarren nach neuen Begräbnisplätzen umsehen. Ursprünglich nach der Münzgrabenkirche „Gottesacker St. Anna“ genannt, wurde der St. Peter Friedhof 1784 weit außerhalb der damaligen Stadtgrenzen vermessen und 1787 seiner Bestimmung übergeben. Bereits 1814 musste er aufgrund des raschen Bevölkerungswachstums erstmals erweitert werden, das Friedhofstor trug die Inschrift „Hier ist der Hafen der Ruhe für die Müden, und keine Leidenschaft stört ihren Schlummer“. Obwohl die josephinische Bestattungsreform ausschließlich Schachtgräber für zehn bis 15 Tote sowie Grabdenkmäler an der Friedhofsmauer vorsah, existierten im Jahr 1826 bereits 481 Grabstätten, darunter zahlreiche illegal errichtete monumentale Grabdenkmale. Die erste Friedhofsansicht fertigte Conrad Kreuzer um 1840 an.
Obwohl ein Magistratsplan schon 1847 die Schließung aller kirchlichen Friedhöfe und Errichtung eines Zentralfriedhofs am Stadtrand vorsah, erfuhr der St. Peter Friedhof „wegen seiner Überfüllung mit Leichen und Grabmonumenten“ weitere Vergrößerungen. 100 Jahre nach der Anlage hatte sich die Friedhofsfläche bereits mehr als vervierfacht und war von der gründerzeitlichen Stadtausdehnung eingeholt worden. Nachdem ein sanitätspolizeiliches Gutachten des Stadtphysikus Oskar Eberstaller negativ ausgefallen war, verhängte der Grazer Gemeinderat ein Bestattungsverbot auf sämtlichen kirchlichen Friedhöfen. In Folge einer Beschwerde der Stadtpfarre zum Hl. Blut hob die k. k. Statthalterei dieses jedoch 1890 aus formalen Gründen wieder auf. Der Streit um die Grazer Friedhofsfrage zwischen Stadtverwaltung und Kirche endete schließlich 1894 mit dem Kauf des neuen Zentralfriedhofs durch die Kirche unter der Bedingung, auch die konventionellen Friedhöfe weiter offenzuhalten.
1913 musste der Friedhof erneut vergrößert werden, die Zunahme an Feuerbestattungen in den nächsten Jahrzehnten machte weitere Ausbauten jedoch bald obsolet. Eine 1918 eröffnete Aufbahrungshalle des Stadtbaumeisters Winkler erfuhr 1993 eine Renovierung und Erweiterung. Die Einsegnungshalle wurde in den 1970er Jahren von Friedrich Moser gestaltet. 2021 wurde der Bau durch eine moderne Zeremonienhalle ersetzt.

## Architektur
Als eine Folge der josephinischen Bestattungsreform konzentrieren sich viele architektonisch und kunsthistorisch bedeutende Objekte entlang der ehemaligen Umfassungsmauern, die heute im Inneren des Friedhofs liegen. Dort finden sich sowohl antike Stilformen wie Ädikulä und Arkaden als auch gotische Elemente. Die ältesten heute noch erhaltenen Grabdenkmale auf dem St. Peter Stadtfriedhof stammen aus der ersten Hälfte des 19. Jahrhunderts. Etwa 1820 entstand die Gruftkapelle der Freiherren von Mandell, deren klassizistische Gestaltung mit Dreiecksgiebel und Säulen sich der Formensprache antiker Tempel bedient. Im Kapelleninneren befindet sich eine der 1818 verstorbenen Elisabeth Freiin von Mandell gewidmete Wandstele mit der Signatur „fecit. k. k. Eisengußwerk bey Mariazell“. 2002 handelte es sich dabei um eines von steiermarkweit noch 63 bestehenden bis Mitte des 19. Jahrhunderts in Gußwerk gefertigten Grabdenkmalen.
Das älteste erhaltene Einzelgrab auf dem Friedhof gehört dem Feldzeugmeister Anton von Zach und stammt aus dem Jahr 1826. Es wurde als Tumba mit einem ruhenden Steinlöwen von Josef Klieber ausgeführt. Eine weitere Tumba der Biedermeierzeit mit monumentalem Sarkophag wurde 1840 zur letzten Ruhestätte von Feldmarschallleutnant Friedrich Karl von Langenau. Im Jahr 1927 veröffentlichte der Reichsbund der Österreicher in der Tagespost einen Spendenaufruf mit dem Ziel der Instandhaltung beider Gräber, die als künstlerisch und militärgeschichtlich bedeutend beschrieben wurden. Ebenso von kunsthistorischer Bedeutung sind ein viereinhalb Meter hoher Grabpfeiler für den Feldmarschall Anton Hartmann von Hartenthal († 1840) sowie zahlreiche Plastiken und Reliefs, darunter ein von Anselm Sickinger gestaltetes, reichlich verziertes Steinkreuz auf dem Grab eines weiteren Feldzeugmeisters, Ludwig von Welden.

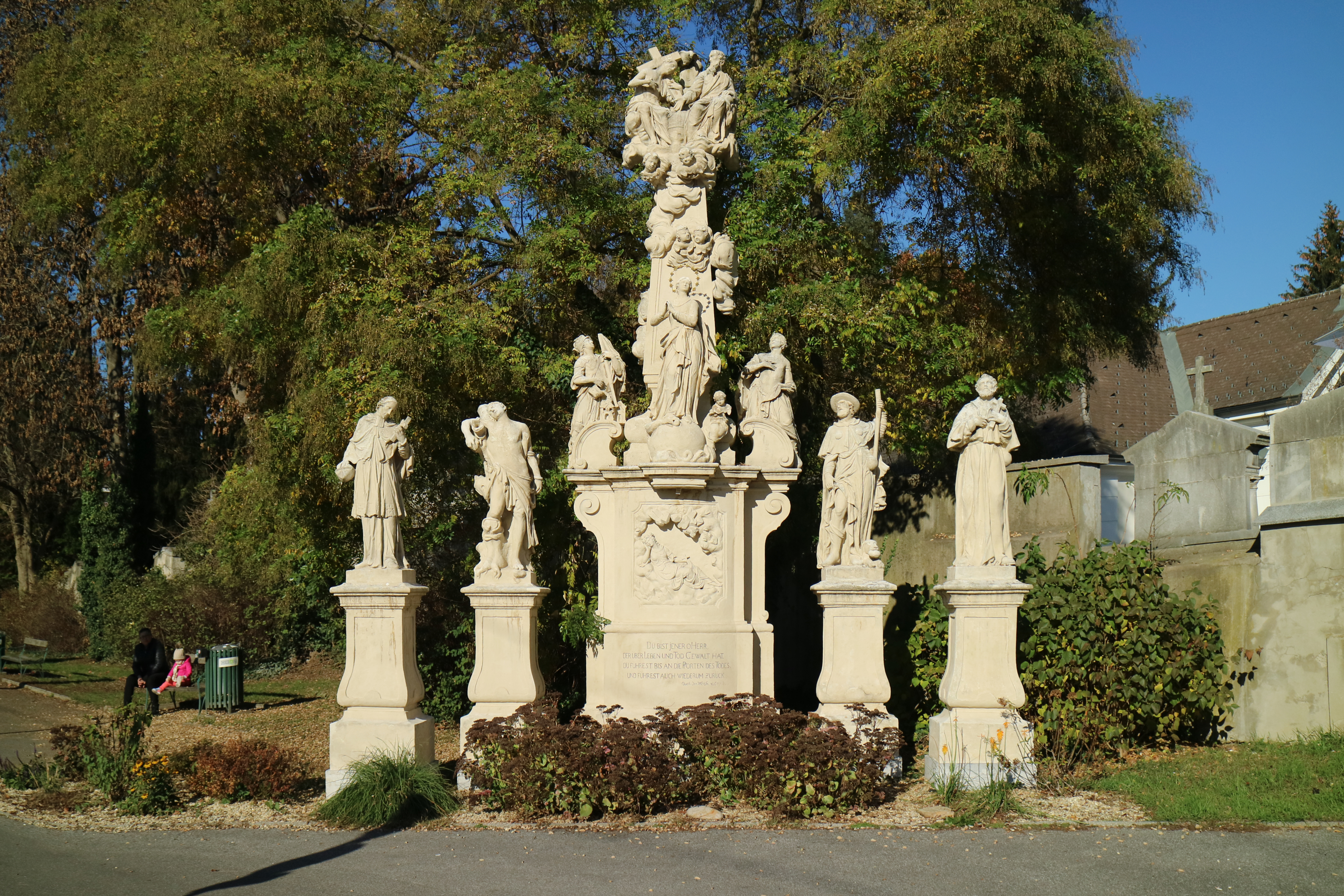
Dreifaltigkeitssäule des Bildhauers Veit Königer (1775)
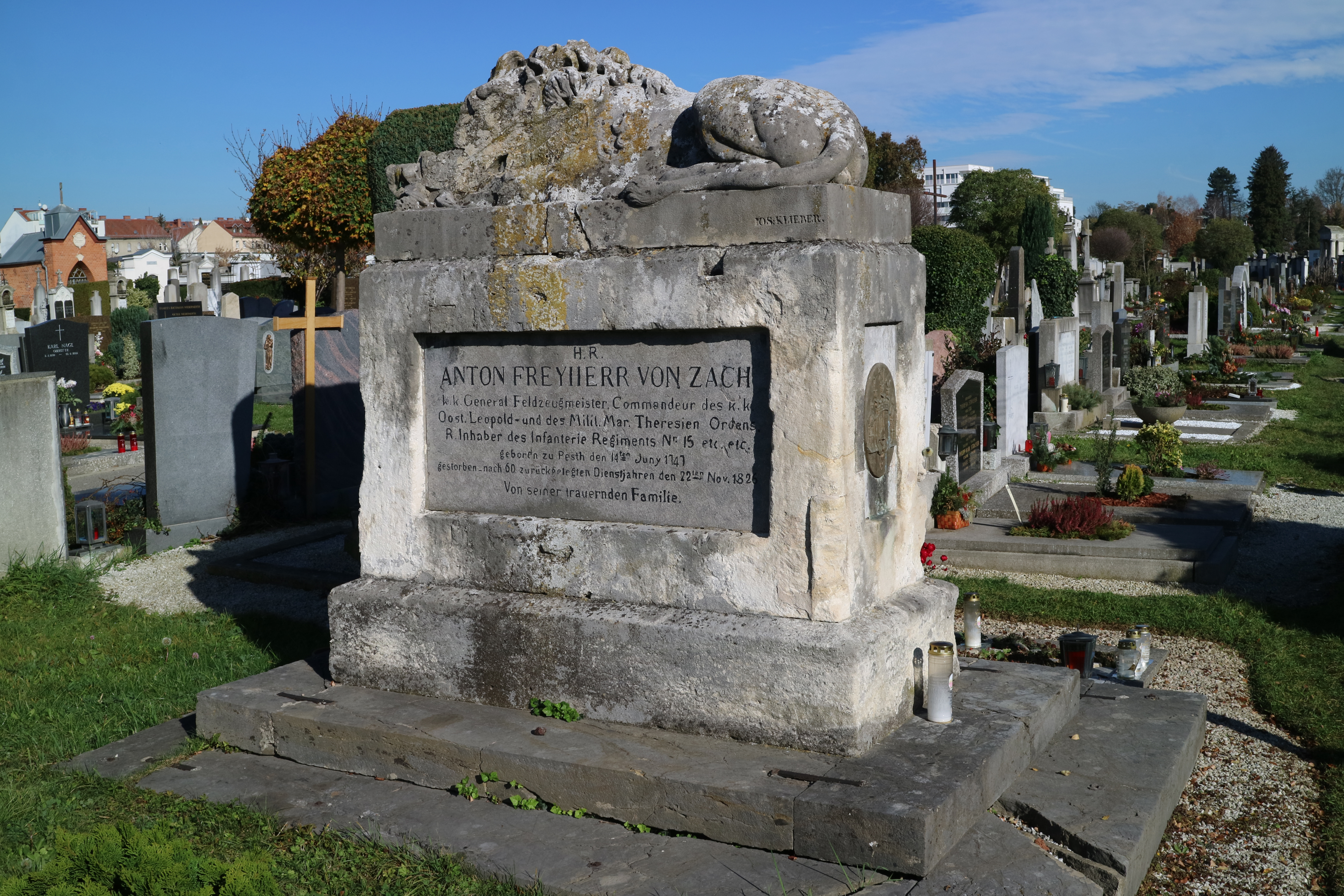
Tumba von Anton von Zach des Bildhauers Josef Klieber (1826)
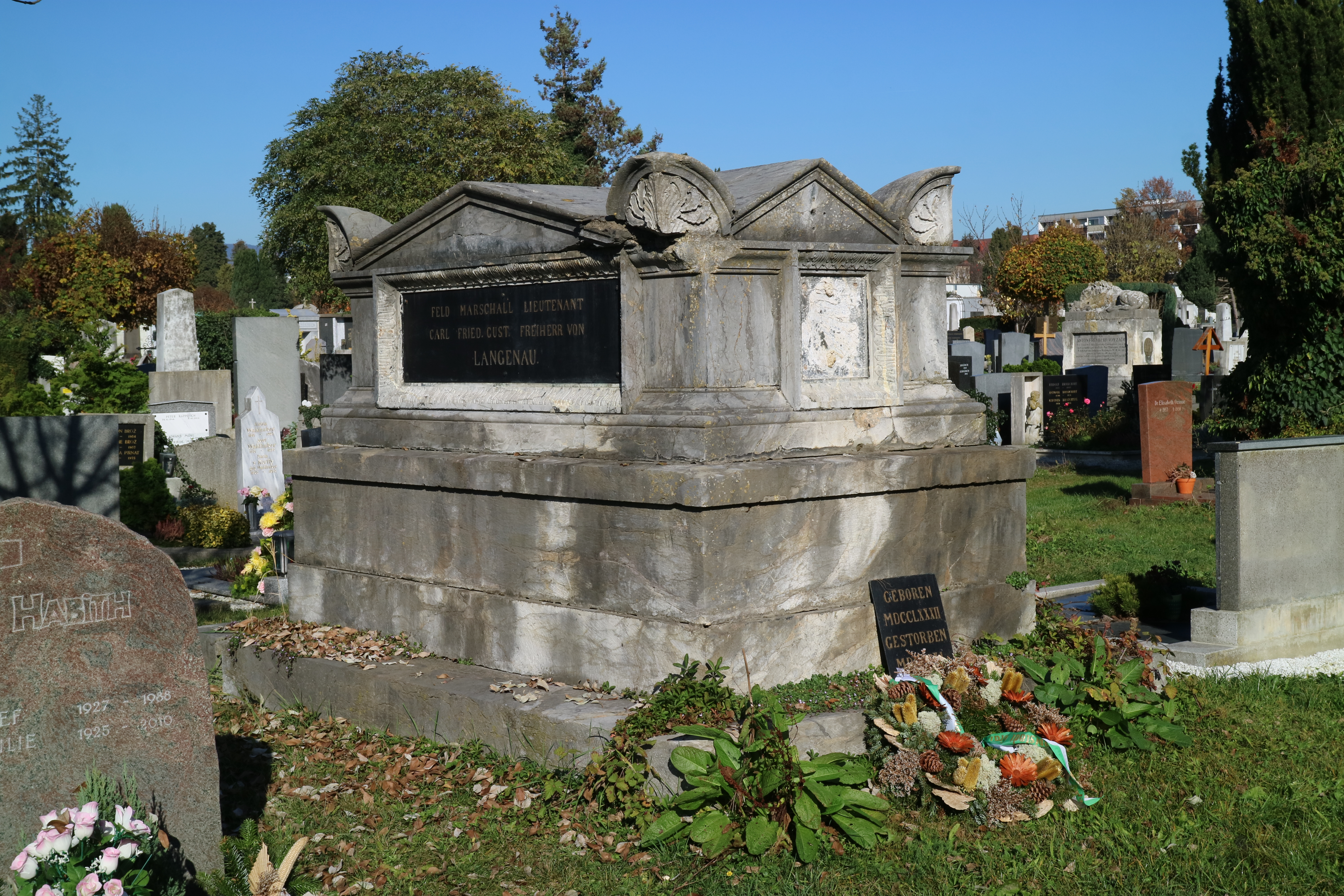
Tumba von Friedrich Karl von Langenau (1840)
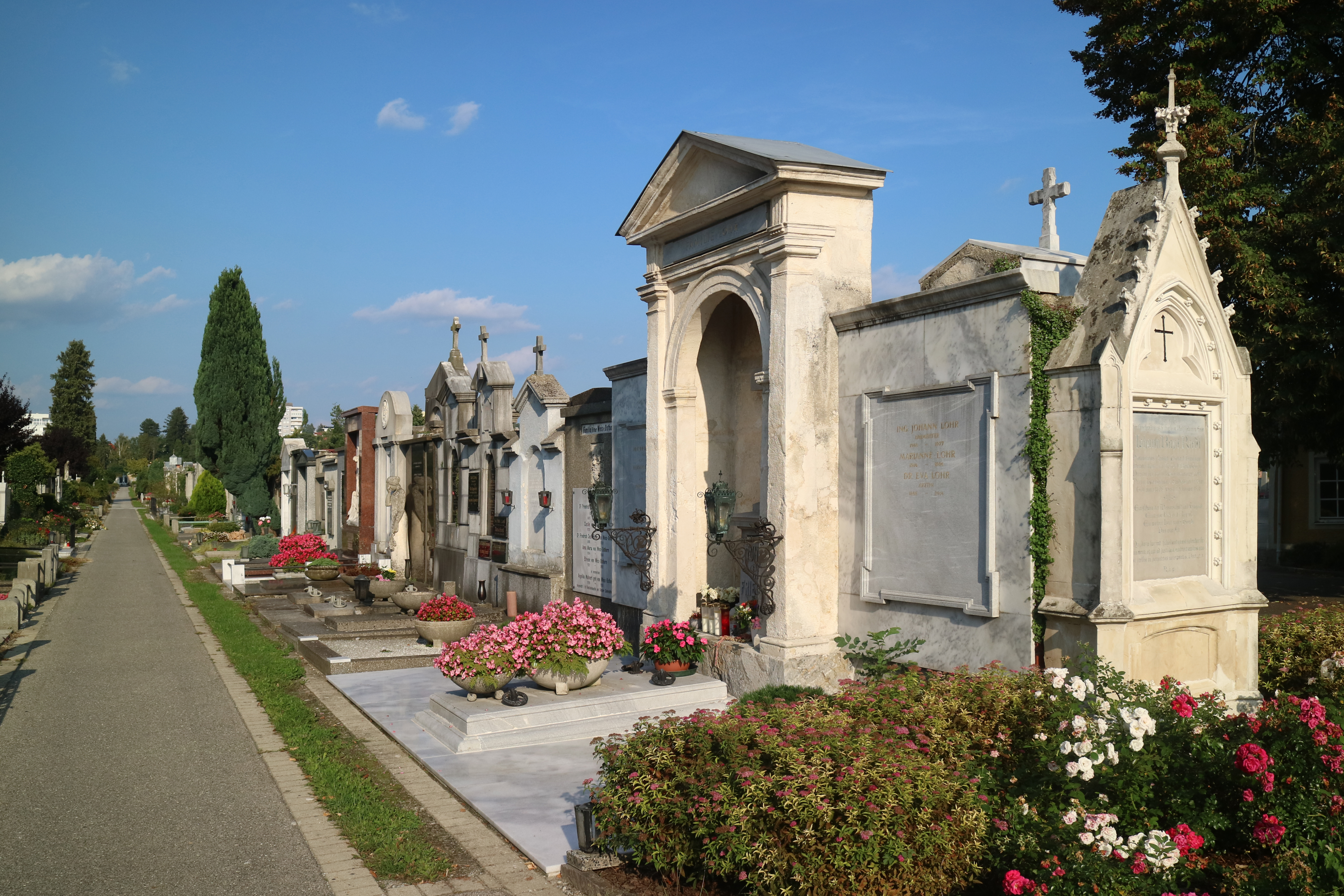
Antike und gotische (rechts) Stilformen (19. Jahrhundert)
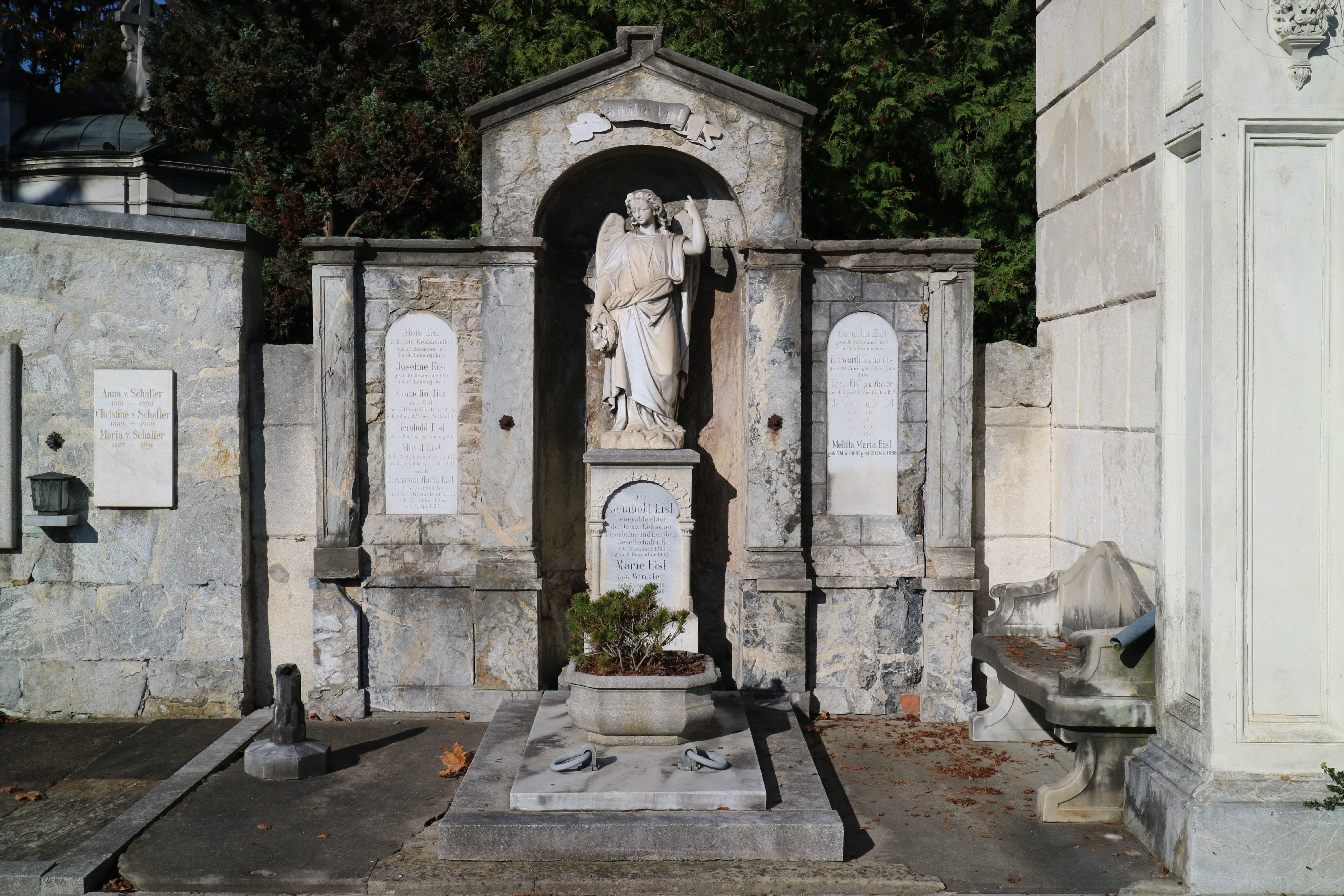
Engelsfigur auf dem Grab von Reinhold Eisl (1908)

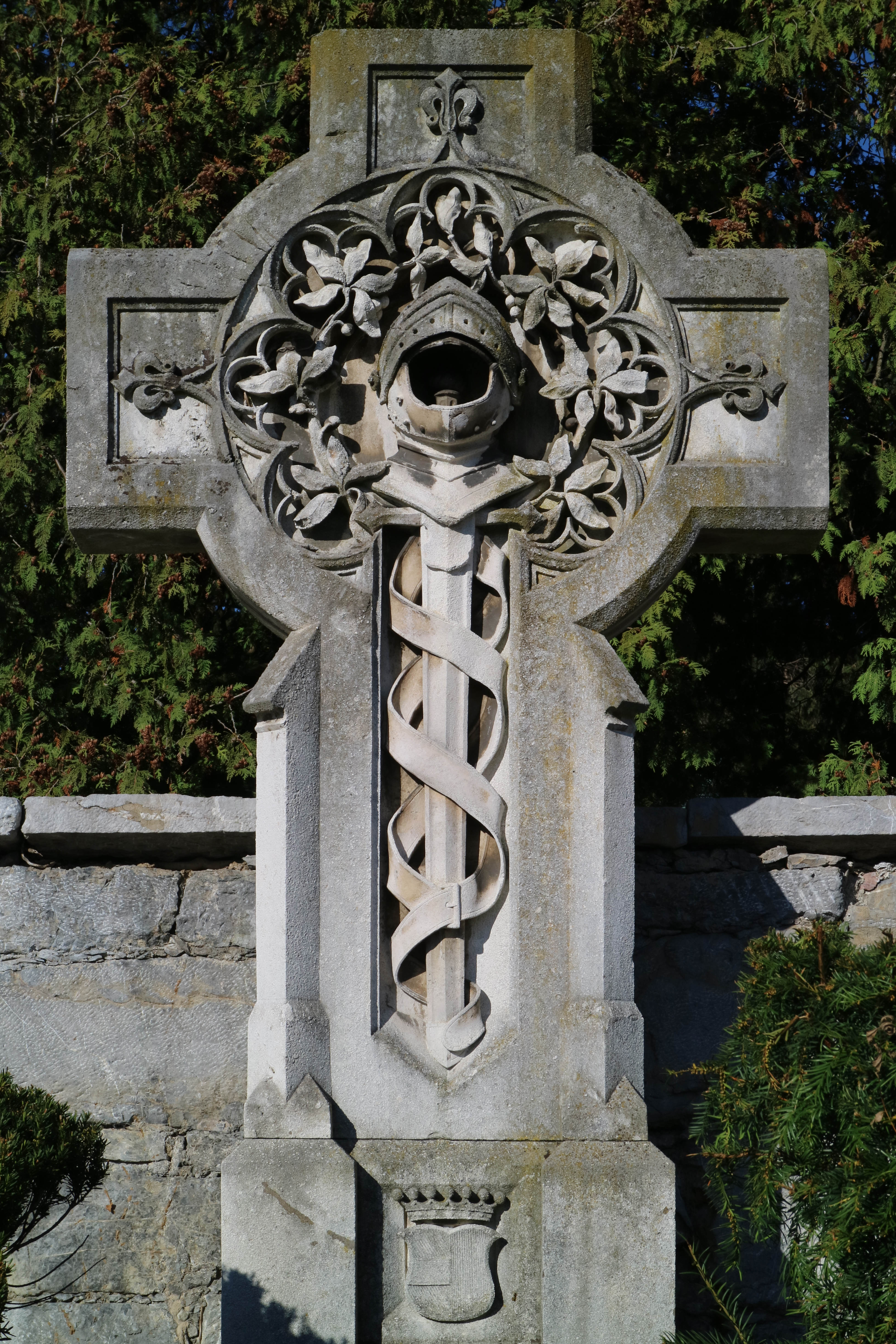
Grab von Ludwig von Welden (1853)
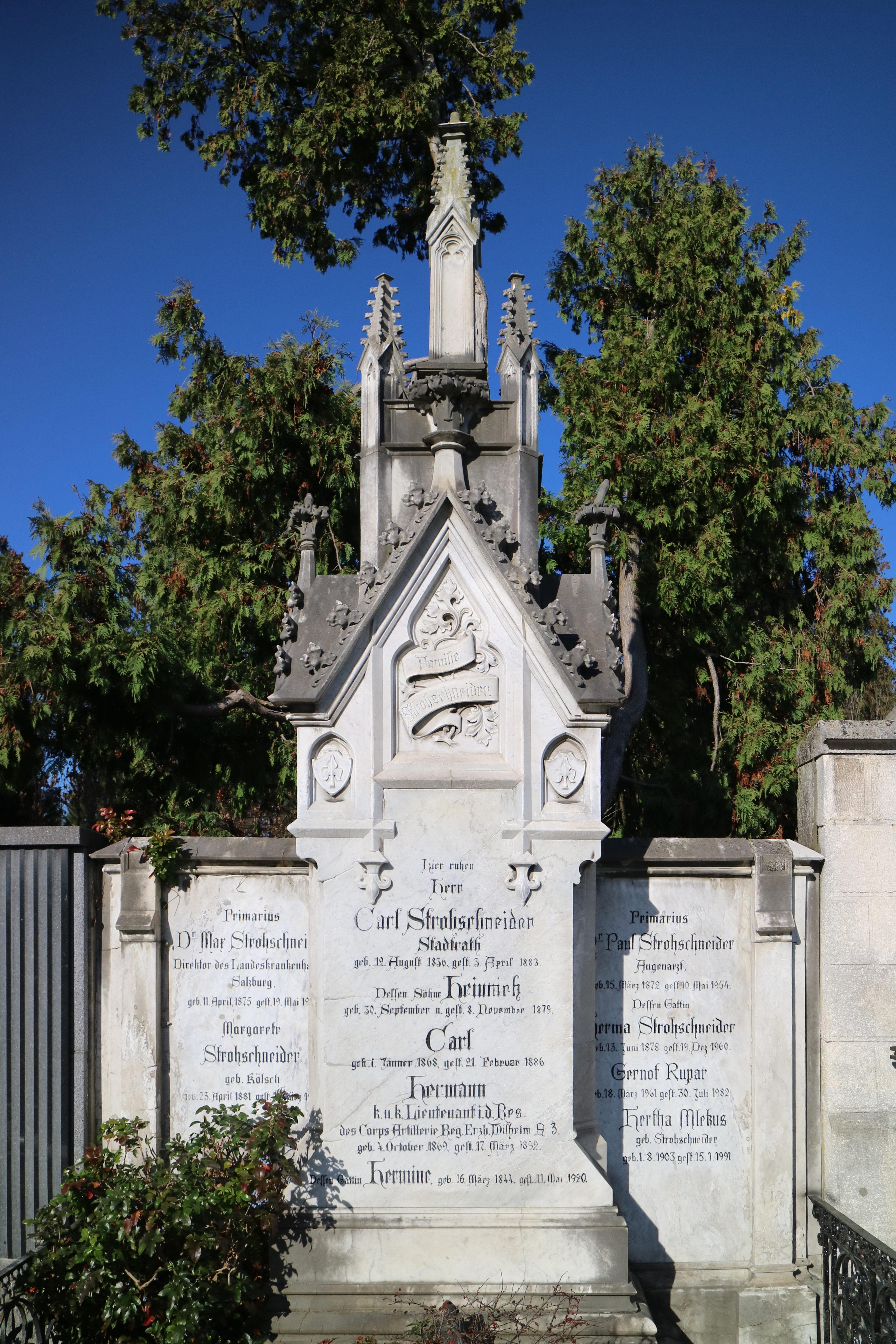
Grab der Familie Strohschneider (1883)
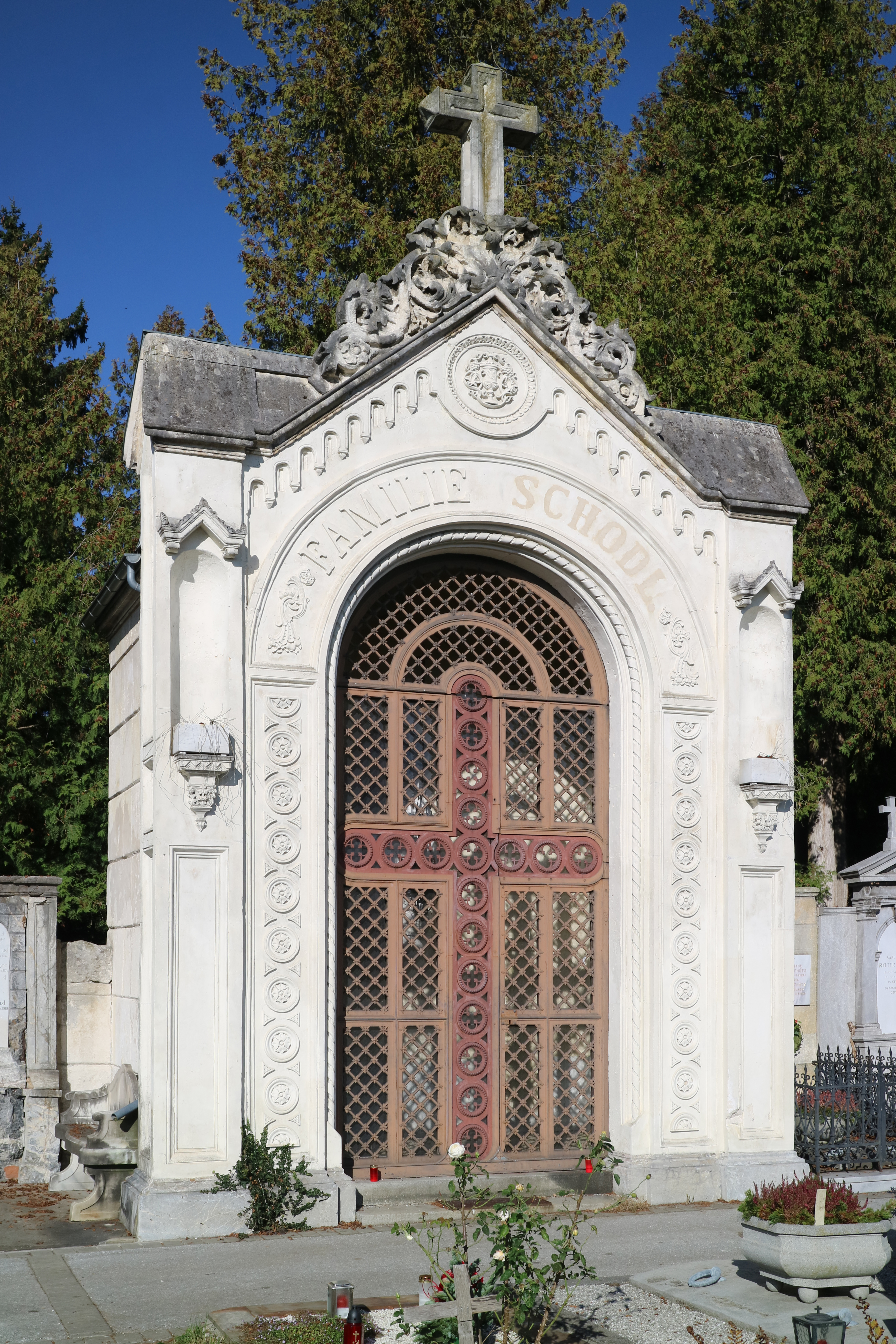
Gruft der Familie Schodl in neugotischem Stil
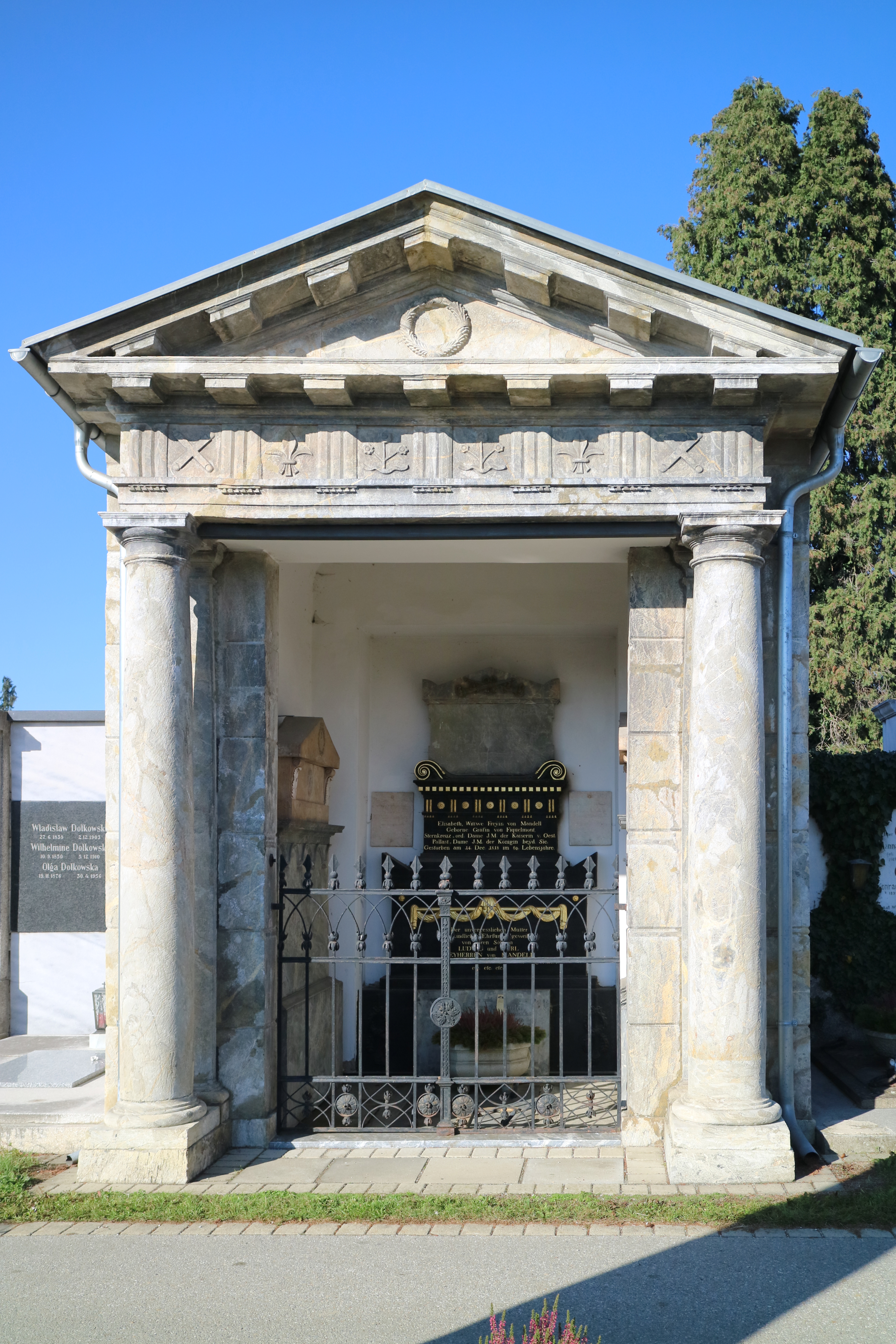
Gruft der Freiherren von Mandell (1820)
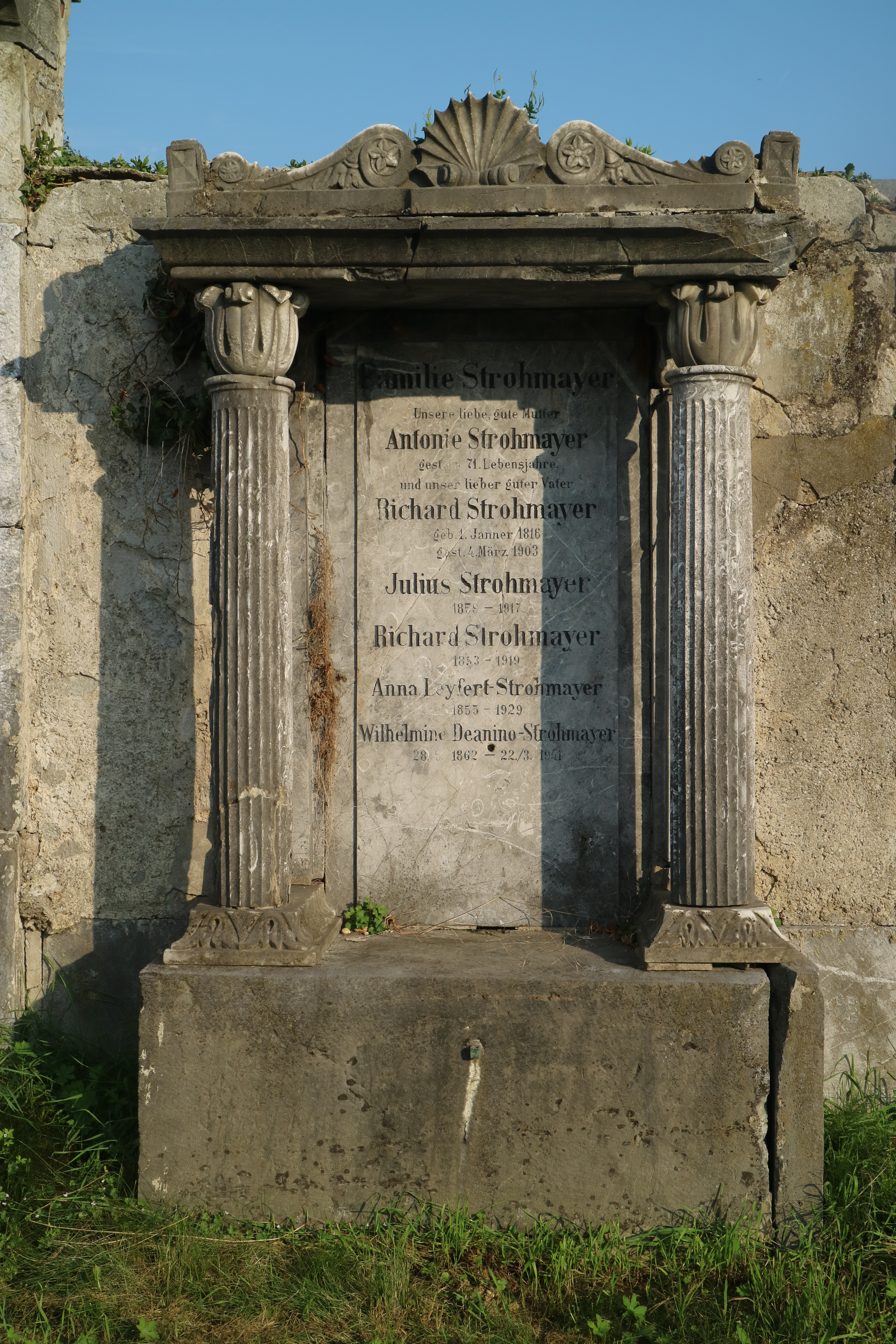
Ädikula der Familie Strohmayer (1903)
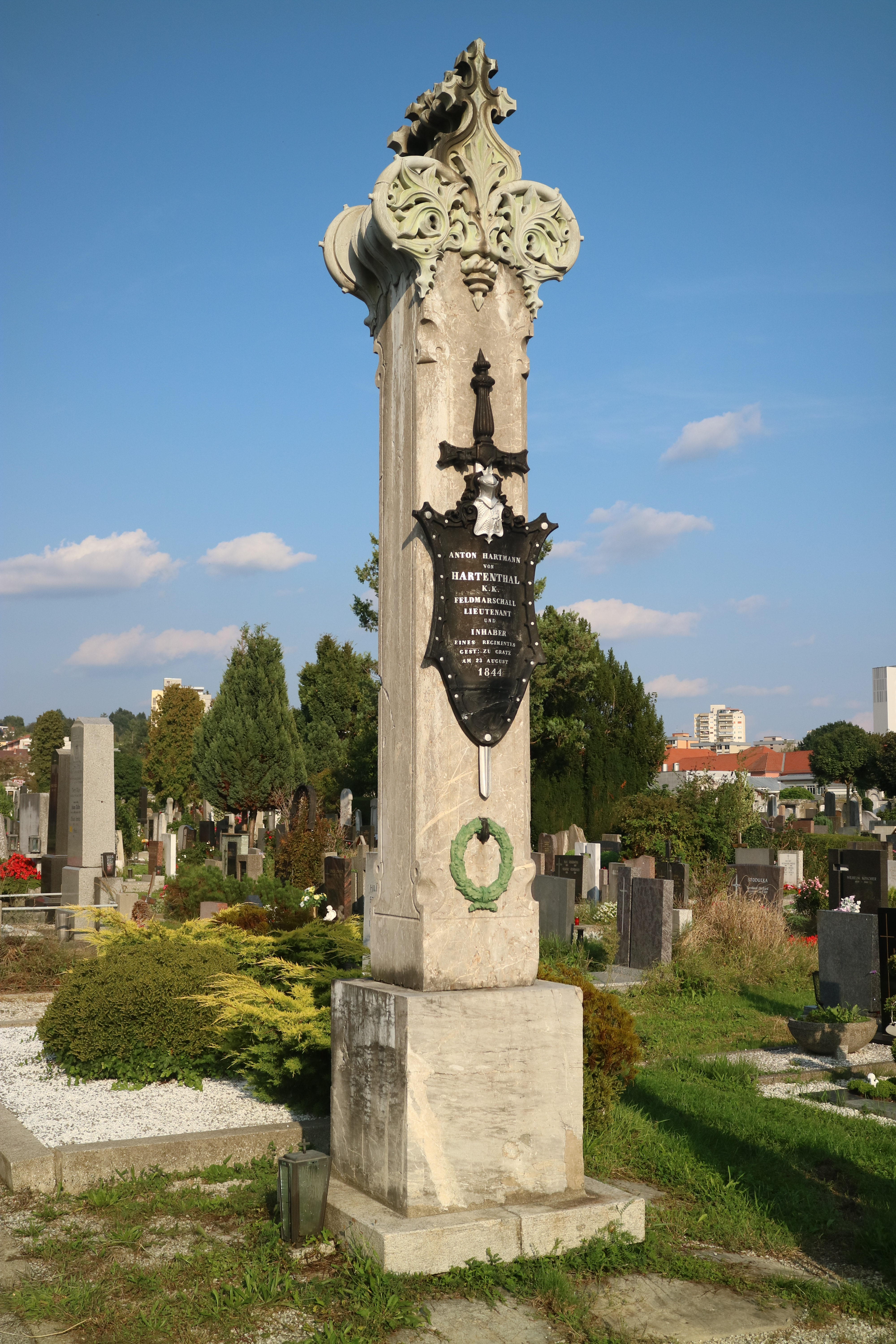
Grabpfeiler für Anton von Hartenthal (1840)

## Flora

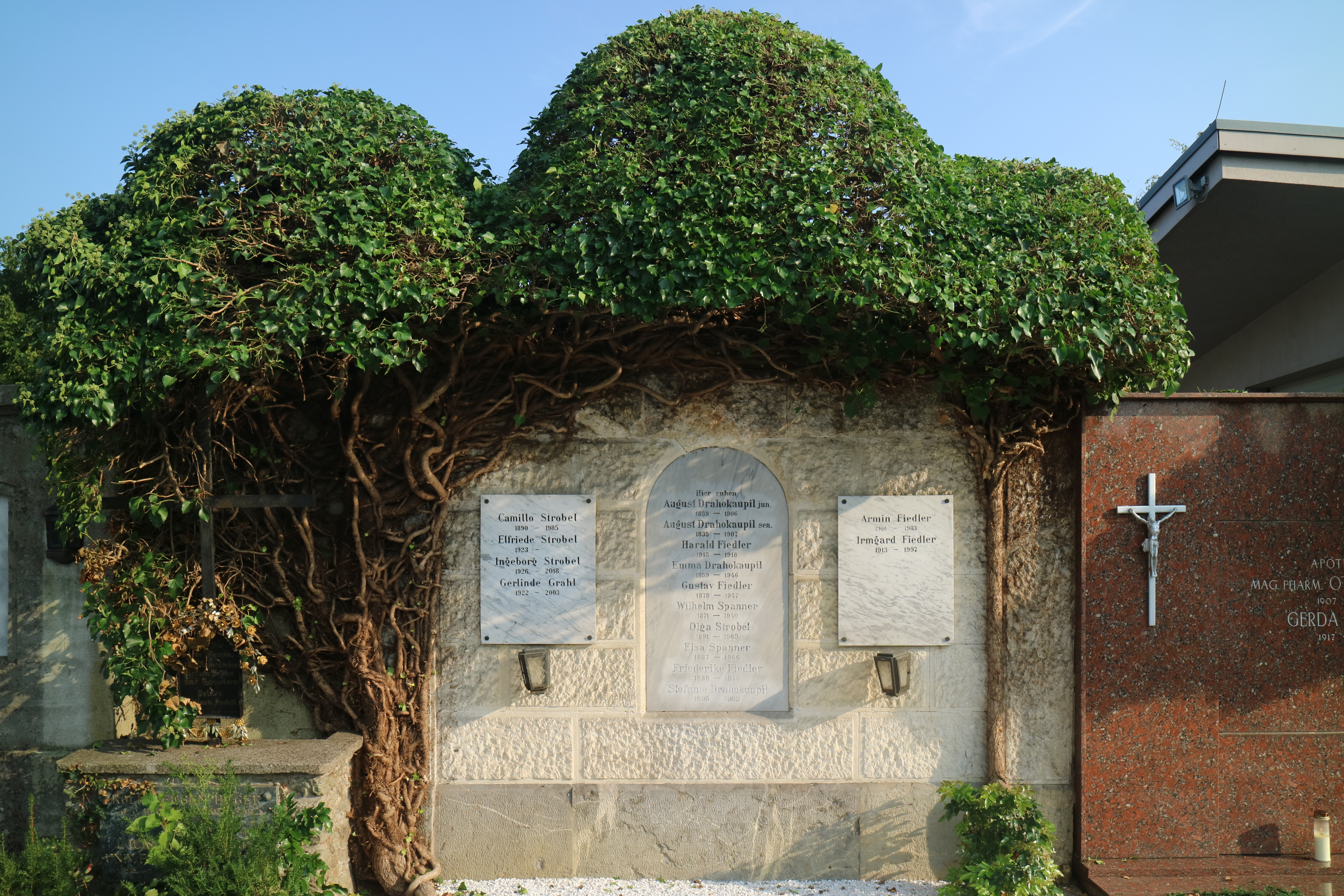
Efeuranke an der Friedhofsmauer

Der katholische St. Peter Stadtfriedhof unterscheidet sich in seiner Charakteristik deutlich vom direkt angrenzenden evangelischen Friedhofsteil. Anders als der evangelische verfügt der katholische Friedhof über keine ausgebildete Vegetationsschichtung, die vorhandenen Bäume wachsen solitär. Dadurch mangelt es an schattenspendendem Baumbestand und säumenden Sträuchern. Aufgrund durchgehend asphaltierter Wege weist der Friedhof einen relativ hohen Versiegelungsgrad auf. Die Strukturierung wird nicht durch die Bepflanzung, sondern die historische Entwicklung, die zahlreichen Erweiterungen der Friedhofsfläche, vorgegeben. Dennoch ist der Friedhof im Vergleich zu anderen Grazer Grünflächen durch geringe Hemerobiewerte gekennzeichnet und gilt daher als Bereicherung im Grünraumangebot der Stadt. Aufgrund seiner Nähe zum Grüngürtel (Eustacchiogründe, Ruckerlberg) ist er als vorgelagerter Lebensraum für viele Arten von ökologischer Bedeutung.
Eine floristische Bestandsaufnahme in den Jahren 1993 und 1994 ergab für beide Friedhöfe zusammen 336 Pflanzenarten. 261 davon wurden allein auf dem katholischen Teil gezählt. Mit 571 Exemplaren wies der katholische Friedhof zum Zeitpunkt der Erhebung eine um das Fünffache geringere Baumdichte als sein evangelischer Gegenpart auf. Insgesamt dominieren Halblichtpflanzen, Mäßigwärme- und Frischezeiger, 37 Prozent der Arten waren Zierpflanzen und Neophyten. In Bezug auf die Lebensform überwogen mit 38 Prozent Hemikryptophyten, gefolgt von Therophyten mit 16 Prozent. 14 Arten waren als gefährdet eingestuft, die meisten davon allerdings als Zierpflanzen kultiviert. Zu den bedeutendsten Lebensräumen gehören Scherrasen mit anspruchslosen Arten wie Löwenzahn, Rispengras, Rotklee und Spitzwegerich sowie die Friedhofsmauer mit Efeu, Mauerraute, Schwarzstieligem Streifenfarn, Wildem Wein und Zimbelkraut. Die beiden wichtigen Bienentrachtpflanzen Efeu und Königskerze kommen sowohl spontan als auch als Grabschmuck vor.

## Bestattungen

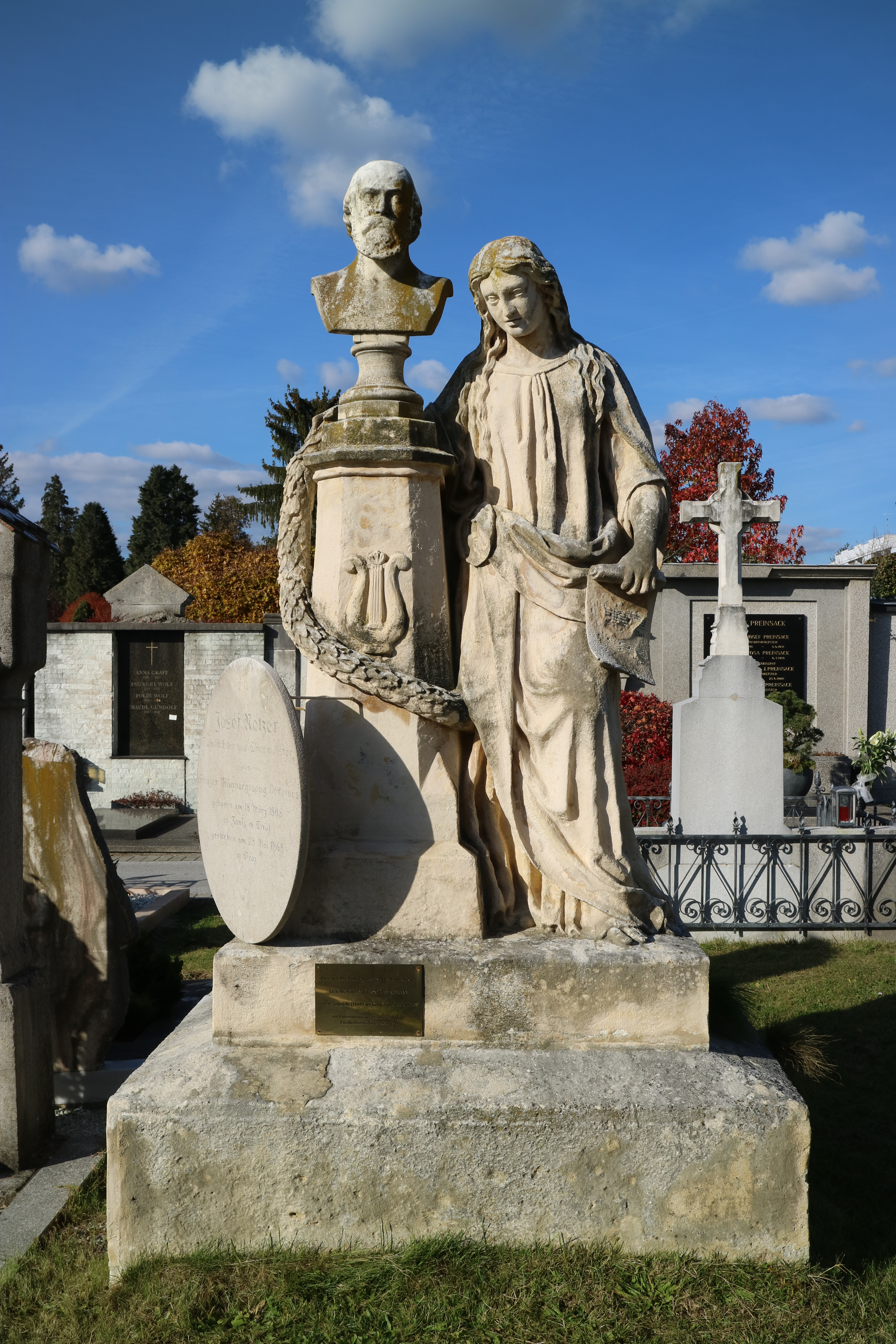
Josef Netzer

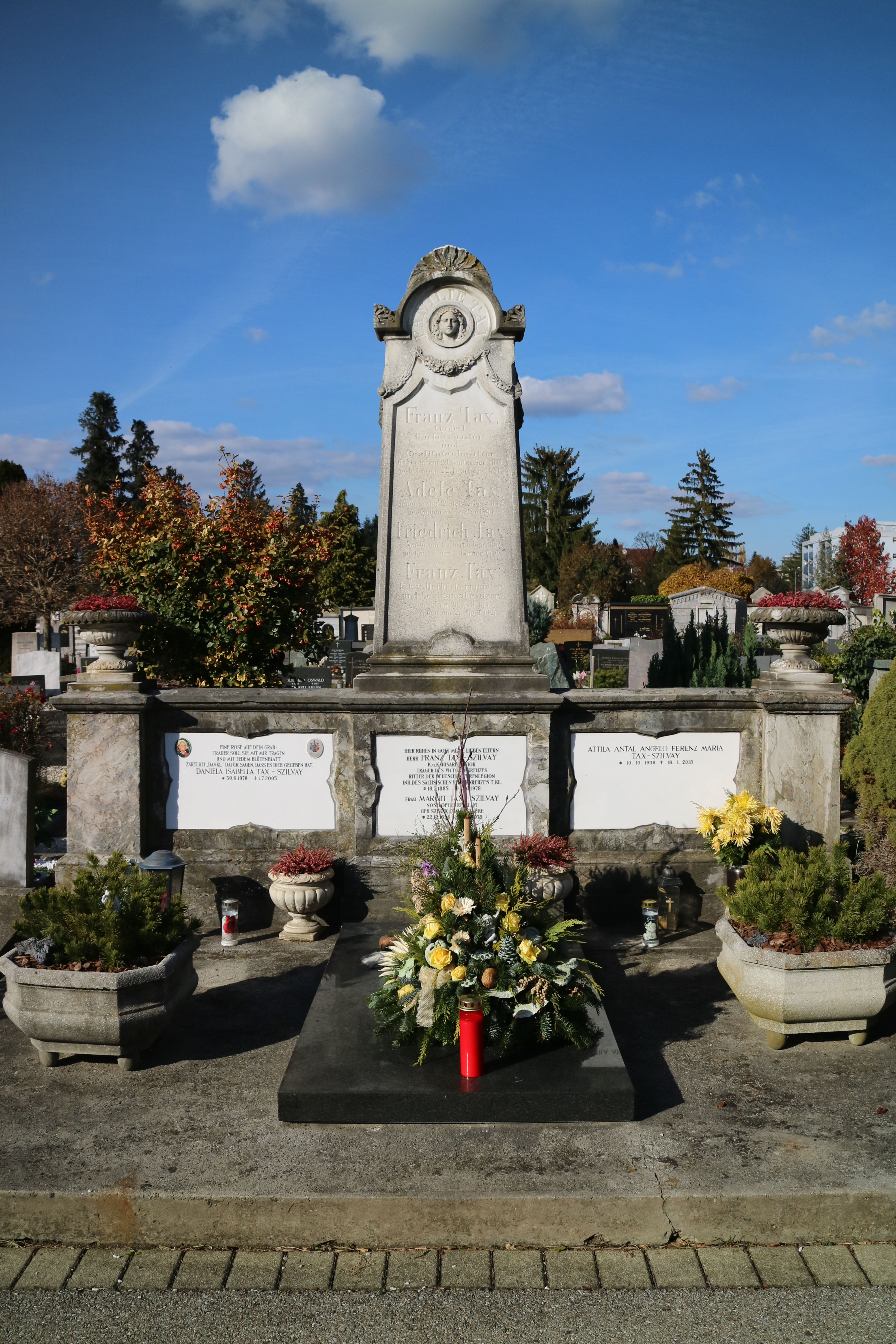
Bäckerfamilie Tax

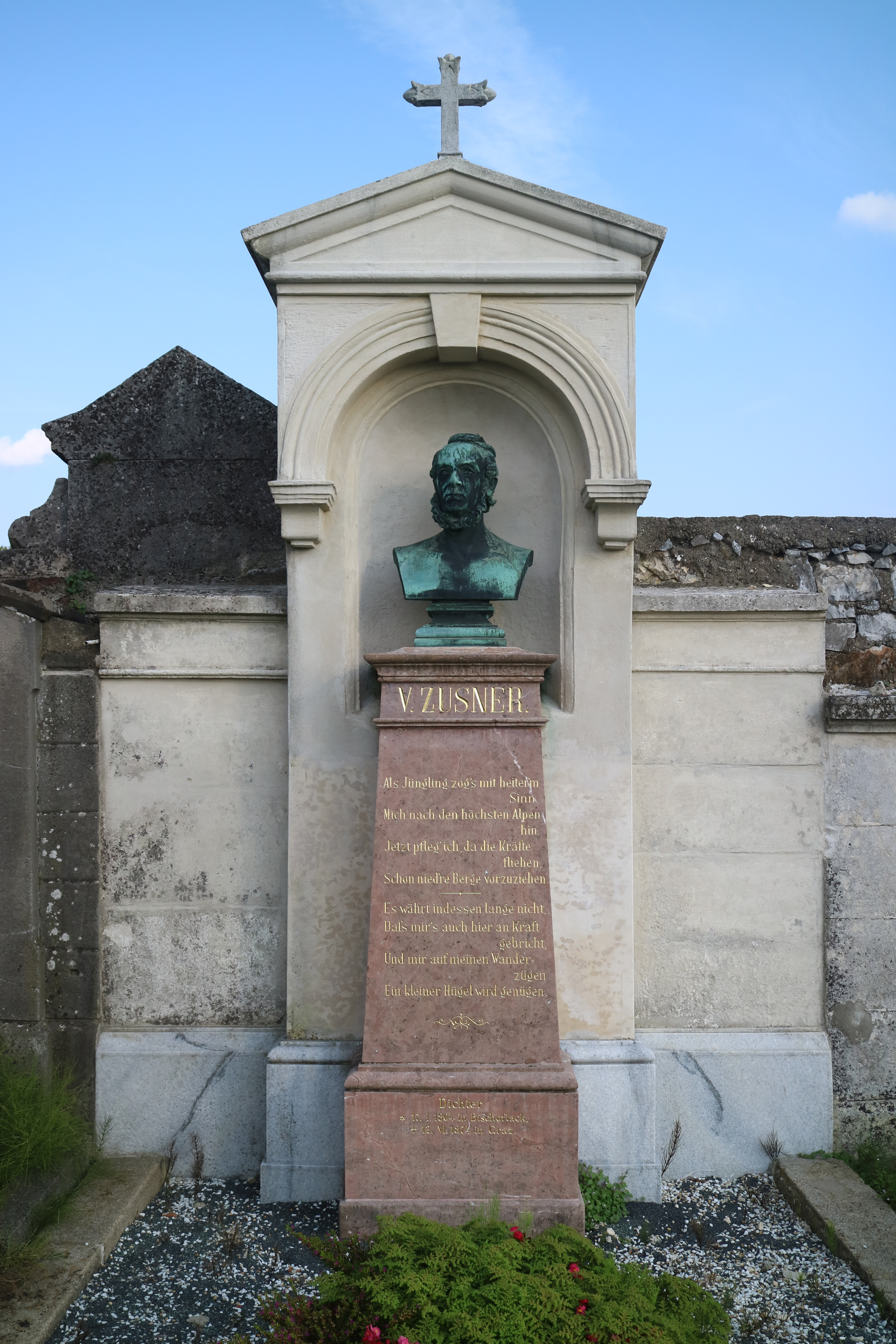
Vinzenz Zusner

- Friedrich Aduatz (1907–1994), Maler und Grafiker
- Sepp Amschl (1878–1943), Oberlehrer und Komponist
- Eduard Andorfer (1899–1973), Kunsthistoriker
- Josef Arbesser von Rastburg (1850–1928), Landschafts- und Architekturmaler
- Leopold Babitsch (1903–1960), Bauernbunddirektor und Politiker
- Robert Baravalle (1891–1974), Historiker und Burgenforscher
- Siegmund von Benigni in Müldenberg (1855–1922), Feldzeugmeister und Truppenführer
- Hans Brandstetter (1854–1925), Bildhauer und Holzschnitzer
- Eugen Bregant (1875–1936), Generalmajor
- Johann Breidler (1828–1913), Botaniker (Bryologe) und Architekt
- Othmar Crusiz (1890–1966), Landesamtsdirektor
- Constantin Damianos (1869–1953), Maler und Radierer
- Leo Diet (1857–1942), Maler und Erfinder
- Hans Dolf (1897–1967), Schauspieler und Hörspielsprecher
- Leo Fellinger (1884–1976), Maler und Grafiker
- Adolf Fizia (1873–1932), Bürgermeister von Graz 1917–1919
- Karl Fritsch (1864–1934), Botaniker
- Karl Gaulhofer (1885–1941), Turnpädagoge, Eugeniker und Kulturkritiker
- Ernst Hammer (1924–1990), Schriftsteller
- Dorit Hanak-Tscharré (1938–2021), Opernsängerin
- Georg Hauberrisser (1791–1875), Baumeister
- Friedrich von Hausegger (1837–1899), Musikwissenschaftler und Schriftsteller
- Rudolf Heberdey (1864–1936), klassischer Archäologe
- Franz Heritsch (1882–1945), Geologe und Paläontologe
- Richard Heschl (1824–1881), Anatom
- Hans Hocheneder (1880–1932), Generalmajor und Politiker
- Rudolf Hofer (1894–1956), Architekt
- Otto Hofmann-Wellenhof (1909–1988), Politiker und Schriftsteller
- Fritz Hohenberg (1907–1987), Mathematiker und Hochschullehrer
- Walter Hohlweg (1902–1992), Endokrinologe
- Anton Jirku (1885–1972), Religionswissenschaftler und Hochschullehrer
- Jenny Jugo (1904–2001), Schauspielerin
- Ludwig Kainzbauer (1855–1913), Maler und Kunstschriftsteller
- Wilhelm Kienzl (1827–1902), Bürgermeister von Graz 1873–1885
- Hermann Kirchner (1890–1953), Offizier
- Hugo von Kleinmayr (1882–1973), Germanist und Hochschullehrer
- Josef Knar (1800–1864), Mathematiker und Hochschullehrer
- Fritz Kohlrausch (1884–1953), Physiker und Hochschullehrer
- Franz Lach (1887–1948), Rechtsanwalt und Politiker
- Friedrich Karl von Langenau (1782–1840), Feldmarschallleutnant
- Karl Gottfried von Leitner (1800–1890), Schriftsteller
- Andreas Leykam (1752–1826), Buchdrucker und Verleger
- Edmund Lober von Karstenrod (1857–1930), Feldmarschallleutnant
- Richard Cornelius Kukula (1862–1919), Philologe und Hochschullehrer
- Ludwig von Kurz zum Thurn und Goldenstein (1850–1939), Maler
- August von Loehr (1847–1917), Eisenbahningenieur
- Erich Marckhl (1902–1980), Musikwissenschaftler und Komponist
- Johann Mokre (1901–1981), Soziologe und Rechtsphilosoph
- Albert Muchar (1786–1849), Benediktiner, Schriftsteller und Universitätsrektor
- Wilhelm Muster (1916–1994), Schriftsteller und Übersetzer
- Josef Netzer (1808–1864), Komponist und Kapellmeister
- Peter Neuböck (1855–1928), Bildhauer
- Richard Paltauf (1858–1924), Pathologe
- Rudolf Paltauf (1862–1936), Jurist und Politiker
- Ferdinand Pamberger (1873–1956), Maler und Grafiker
- Johann Nepomuk Passini (1798–1874), Kupferstecher, Lithograf, Genre- und Landschaftsmaler
- Felix Pistor (1888–1937), Politiker
- Karl Polheim (1883–1967), Germanist und Hochschullehrer
- Fritz Posch (1911–1995), Historiker
- Jakob Pöschl (1828–1907), Physiker und Hochschullehrer
- Adolf Pucher (1902–1968), Bauingenieur und Hochschullehrer
- Eduard Pumpernig (1920–1992), Politiker
- Max Ratzenhofer (1911–1992), Pathologe
- Moritz Regula (1888–1977), Romanist und Hochschullehrer
- Alois Fidelis Remschmidt (1819–1894), stellvertretender Bürgermeister von Graz 1867–1872
- Marie Renard (1864–1939), Opernsängerin
- Eduard Richter (1847–1905), Geograf, Historiker und Geschlechterforscher
- Alexander Rigler (1848–1906), Staatsanwalt und Präsident des Alpenvereins
- Anton Rintelen (1876–1946), Landeshauptmann der Steiermark 1919–1926 und 1928–1933
- Max Rintelen (1880–1965), Jurist und Rechtshistoriker
- Maximilian Salzmann (1862–1954), Augenarzt und Hochschullehrer
- Maximilian Schantl (1901–1978), Verwaltungsjurist, ÖBB-Generaldirektor
- Alois Schlör (1805–1852), Geistlicher und Theologe
- Hermann von Schmeidel (1894–1953), Musikpädagoge, Komponist und Dirigent
- Maria Silbert (1866–1936), Spiritistin
- Marie Soldat-Röger (1863–1955), Violinistin
- Wilhelm Taucher (1892–1962), Ökonom, Hochschullehrer und Bundesminister
- Franz Tax (1814–1868), Bäckermeister
- Johann Nepomuk Ulm (1800–1864), Bürgermeister von Graz 1850–1861
- Franz Unger (1800–1870), Botaniker, Paläontologe und Pflanzenphysiologe
- Constantin von Villefort (1792–1866), Bürgermeister von Graz 1830–1836
- Eduard Wagnes (1863–1936), Militärkapellmeister und Komponist
- Josef Wartinger (1773–1861), Historiker, Begründer des Steiermärkischen Landesarchivs
- Johann Baptist von Weiß (1820–1899), Historiker, Schriftsteller und Hochschullehrer
- Rudolf von Weis-Ostborn (1876–1962), Dirigent und Komponist
- Ludwig von Welden (1782–1853), Feldzeugmeister
- Felix von Wimpffen (1827–1882), Diplomat
- Alexander Wittek (1852–1894), Architekt und Schachspieler
- Ferdinand Wittenbauer (1857–1922), Techniker und Hochschullehrer
- Anton von Zach (1747–1826), Feldzeugmeister
- Eduard Zirm (1863–1944), Augenarzt
- Alfred Zoff (1852–1927), Landschaftsmaler
- Hans von Zois (1861–1924), Komponist
- Vinzenz Zusner (1804–1874), Dichter und Unternehmer
- Fritz Zweigelt (1888–1964), Entomologe und Botaniker
- Hans von Zwiedineck-Südenhorst (1845–1906), Historiker